# Loricariichthys
Loricariichthys – rodzaj słodkowodnych ryb sumokształtnych z rodziny zbrojnikowatych (Loricariidae)., opisany początkowo w randze podrodzaju w obrębie Loricaria. 

## Zasięg występowania
Północna i środkowa część Ameryki Południowej: Kolumbia, Peru, Ekwador, Urugwaj, Paragwaj, Boliwia, Surinam, Gujana, Brazylia i Argentyna.

## Klasyfikacja
Gatunki zaliczane do tego rodzaju:
| - Loricariichthys acutus - Loricariichthys anus - Loricariichthys brunneus - Loricariichthys cashibo - Loricariichthys castaneus - Loricariichthys chanjoo - Loricariichthys derbyi - Loricariichthys edentatus - Loricariichthys hauxwelli | - Loricariichthys labialis - Loricariichthys maculatus - Loricariichthys melanocheilus - Loricariichthys microdon - Loricariichthys nudirostris - Loricariichthys platymetopon - Loricariichthys rostratus - Loricariichthys stuebelii - Loricariichthys ucayalensis |

Gatunkiem typowym jest Loricaria maculata (=Loricariichthys maculatus).

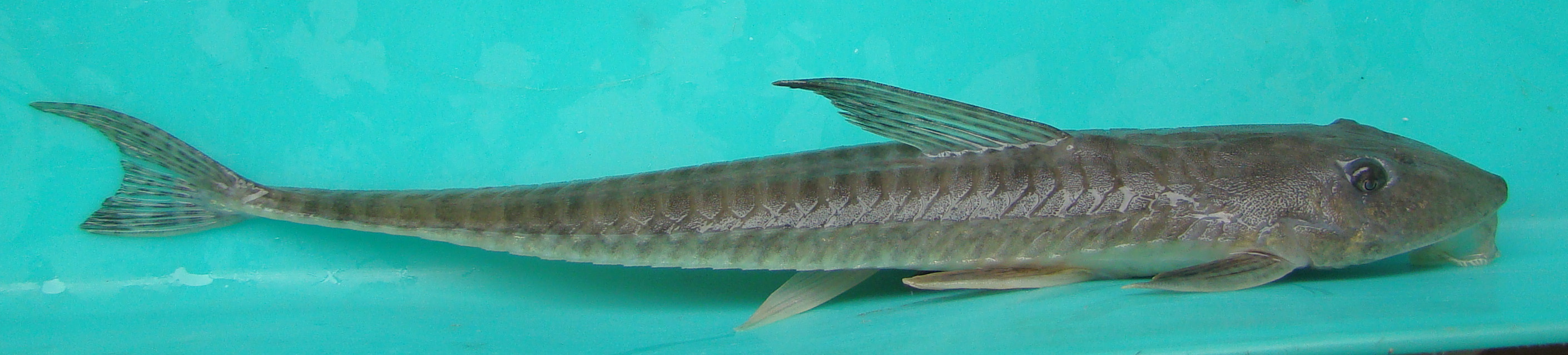
Loricariichthys anus
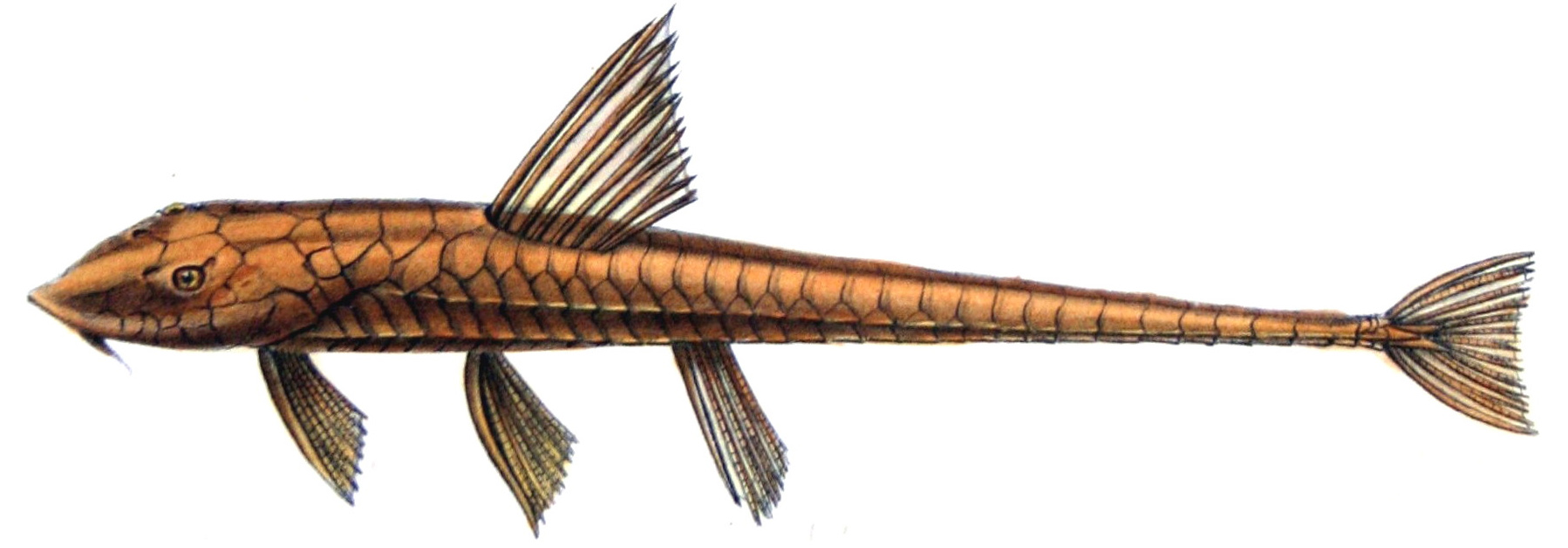
Loricariichthys castaneus
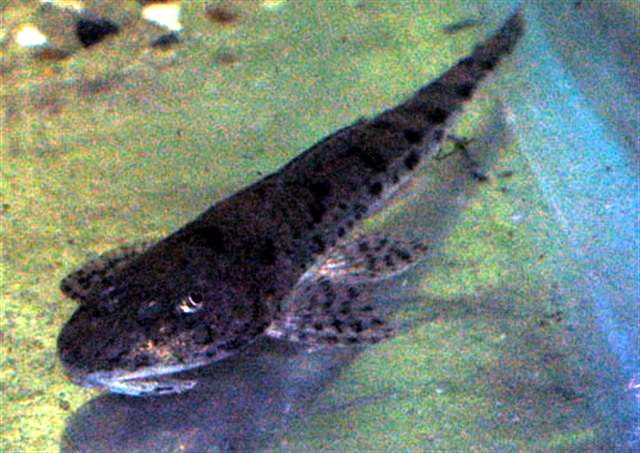
Loricariichthys platymetopon
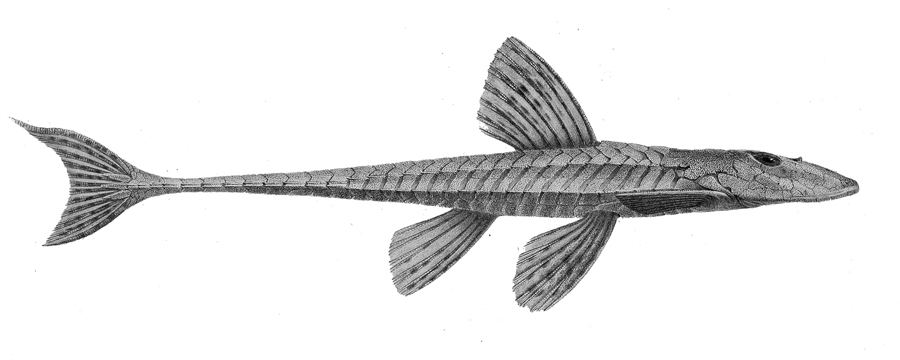
Loricariichthys stuebelii